# Chester, Nebraska
Chester är en ort i Thayer County i delstaten Nebraska, USA.